# زولتان آلماشی
زولتان آلماشی استادبزرگ شطرنج اهل مجارستان است. او هشت بار قهرمان شطرنج مجارستان شده (در سال ۱۹۹۵، ۱۹۹۷، ۱۹۹۹، ۲۰۰۰، ۲۰۰۳، ۲۰۰۶، ۲۰۰۸ و ۲۰۰۹ برنده شد).
آلماشی در ۱۱ المپیک پیاپی شطرنج (از سال ۱۹۹۴ تا ۲۰۱۴) شرکت کرد و مدال نقره تیمی در سال ۲۰۰۲ و ۲۰۱۴ و همچنین مدال نقره شخصی در سال ۲۰۱۰ را دارد.
او در مسابقات قهرمانی شطرنج فیده به مرحله چهارم رسید ولی در آخر ۲–۰ بازی را به رستم قاسم‌جانف واگذار کرد.
او در ۲۷ نوامبر ۲۰۰۹ رتبه ۲۷۰۰ فیده‌اش را از ۲۷۰۴ عبور داد، در ۲۰۱۰،  قهرمان اروپا شد و در ۲۰۱۳، برنده یادبود کاپابلانکا با ۶٫۵ / ۱۰ شد.